# هارون یشایایی
هارون(پرویز) یشایایی (زاده ۳ شهریور ۱۳۱۴ در تهران)فعال سیاسی، رئیس اسبق انجمن کلیمیان تهران و تهیه‌کنندهٔ سینما است.

## زندگی
هارون یشایایی مشهور به پرویز  سوم شهریور سال ۱۳۱۴ در تهران در یک خانواده مذهبی یهودی به دنیا آمد. پدر او در سن کودکی وی در سن ۴۴ سالگی به دلیل ابتلا به کزاز درگذشت و مسئولیت نگهداری از هارون و پنج برادر و سه خواهرش به عهدهٔ مادر آن‌ها گذاشته شد. او تحصیلات ابتدایی را در مدرسه اتحاد (آلیانس) پایین در محله عودلاجان و در مدرسه  نور صداقت که متعلق به میسیونرهای مسیحی بود  و متوسطه را در مدرسه اتحاد (آلیانس) به پایان برد.
آن دوران همراه بود با جنبش ملی شدن صنعت نفت. هارون یشایائی به همراه دوستان یهودی خود در مدارس اتحاد به مبارزه با گروههایی نظیر سومکا و گروههای پان ایرانیست و ملی گرا پرداختند. در سال ۱۳۳۰ به عضویت نشریه “بنی آدم” به سردبیری لقمان صالح درآمد. اولین بار او در سال ۱۳۳۰ به جرم فعالیتهای سیاسی زندانی شد و نه ماه زندانی بود. به دلیل صغر سن او به دارالتادیب منتقل شد.  در این زمان دوستی اولیه بین یشایایی و بیژن جزنی شکل گرفت. جزنی و یشایایی از محمد مصدق حمایت میکردند. در زمان کودتای ۲۸ مرداد یشایایی و سایر دوستان او منتظر اعلام جنگ بر علیه سلطنت طلبان بودند. ولیکن در نهایت جنگ اتفاق نیفتاد و مصدق تسلیم شد.  بعد از کودتا جزنی و یشایایی هر دو دستگیر شده و مدتی را در زندان قصر سپری کردند.
کمی بعد در رشته فلسفه و علوم اجتماعی وارد دانشگاه تهران شد و در سال ۱۳۳۴ به همراه جزنی و سایر شرکا موسسه تبلیغاتی پرسپولیس را راه اندازی کرد و به کار در زمینه‌ی سینما و ساختن اسلاید و فیلم های تبلیغاتی  مشغول شدند.  
هارون یشایایی را از اولین تولیدکنندگان  تبلیغات سینمائی در ایران معرفی کرده‌اند.  
اولین فیلم تبلیغی آدامس خروس نشان توسط موسسه پرسپولیس تولید شد. در این زمان علی حاتمی و عباس کیارستمی نیز  چندین تیزر تبلیغاتی برای موسسه پرسپولیس ساختند و روابط صمیمی با یشایایی داشتند.  پس از مدتی سازمان کوچک پرسپولیس به موسسه‌ی بزرگ تبلی‌فیلم تبدیل شد.
جزنی در سال ۵۳ اعدام شد و یشایایی از روز اعدام او به عنوان "تلخ ترین روز زندگی خود" نام برده است. علی رغم این که ساواک اعلام کرد که او در حین فرار تیر خورده است هارون یشایایی همان زمان احتمال می داد که جزنی تیرباران شده است. 
در دوران تحصیلات دانشگاهی نیز به فعالیت های اجتماعی و سیاسی خود ادامه داد، ضمن آن که بازداشت های متعدد وقفه ای نسبتا طولانی را طی این دوران برای وی پدید آورد و در سال ۱۳۴۹ موفق به اخذ مدرک لیسانس در رشته فلسفه از دانشگاه تهران شد.
در سال ۱۳۴۱  سازمان دانشجویان یهود ایران را بنیان گذاشت که این سازمان تا به امروز به حیات خود ادامه داده است. در سال ۱۳۴۳ و در دوران دانشجویی با فریده پوراتیان که دانشجوی مددکاری بود ازدواج کرد.
بهمن ۱۴۰۱ کتاب "هارون یشایایی" به روایت ناصر فکوهی توسط نشر گهگاه منتشر شد که درباره‌ی موضوعاتی چون محله عودلاجان تهران، زیست یهودیان در این محله، تحصیل در مدارس اتحاد و دانشگاه تهران و فعالیت‌های اجتماعی و فرهنگی هارون یشایایی می‌گوید.

## فعالیت‌های سینمایی
یشایایی فعالیت سینمایی را از نوزده سالگی و با موسسه تجاری پرسپولیس آغاز نمود. کمی بعد این موسسه به تبلی‌فیلم تغییر نام داد. در سال ۱۳۴۶ بیژن جزنی شریک  یشایایی در تبلی فیلم توسط ساواک دستگیر شد. تبلی فیلم مدتی تعطیل بود و چندین ماه بعد بدون حضور جزنی به فعالیت ادامه داد. در سال 1349 نام تبلی‌فیلم به پخشیران تغییر یافت.  
پس از انقلاب این شرکت  فعالیت سینمایی خود را آغاز کرد. اولین فیلم سینمایی با نام جایزه با کارگردانی علیرضا داوودنژاد، و پس ‌از آن، فیلم‌های اجاره‌نشین‌ها با کارگردانی داریوش مهرجویی که هنوز عنوان یکی از پربیننده‌ترین فیلم تاریخ سینمای ایران را داراست، ناخدا خورشید و ای ایران با کارگردانی ناصر تقوایی که اولی برنده پلنگ برنز جشنواره‌ی لوکارنو شد، در مسیر تندباد در سال ۱۳۶۷ با کارگردانی مسعود جعفری جوزانی که سیمرغ بهترین فیلم هفتمین جشنواره‌ی فیلم فجر را برد و کیمیا که بهترین فیلم دفاع مقدس از دیدگاه منتقدان دانسته شده، از جمله کارنامه ی شرکت پخشیران است. 
او در سال ۱۳۸۷ در بیست و هشتمین جشنوارهٔ فیلم فجر به‌عنوان یکی از بهترین تهیه‌کننده های  پس از انقلاب اسلامی جایزه دریافت نمود. او تهیه‌کننده فیلم‌های زیر بوده‌است:
- دیوار (۱۳۸۶)
- شهر زنان (۱۳۷۷)
- نون و گلدون (۱۳۷۴)
- کیمیا (۱۳۷۳)
- ای ایران (۱۳۶۸)
- هامون (۱۳۶۸)
- در مسیر تندباد (۱۳۶۷)
- سلام سرزمین من (۱۳۶۷)
- اجاره‌نشین‌ها (۱۳۶۵)
- ناخدا خورشید (۱۳۶۵)
- جایزه (۱۳۶۱)

## فعالیت‌های یهودی
از سال ۱۳۵۶ رئیس هیئت مدیره بیمارستان یهودی دکتر سپیر گردید. در سال ۱۳۵۷ و در جریان انقلاب اسلامی جامعه روشنفکران یهودی را تشکیل داد که در همراهی یهودیان با انقلاب ایران نقش مهمی داشت این سازمان در سال ۱۳۷۱ بعد از ۱۴ سال فعالیت منحل گردید. هارون یشایائی بعد از انقلاب و اعدام القانائیان به همراه چند تن از معتمدین و حاخام بزرگ جامعه کلیمی (یدیدیا شوفط) در اردیبهشت 1358 با آیت الله خمینی دیدار و گفتگو کردند. در این دیدار آیت الله خمینی  جدائی صهیونیسم از یهودیت نبوی را بیان  و تاکید کردند یهودیان و سایر اقشار در پناه اسلام از هرگونه تعرض مصون هستند. 
از جمله فعالیت هائی که در زمان ریاست وی در انجمن کلیمیان تهران انجام شد می توان به حفظ و نگهداری و برطرف شدن مشکلات حقوقی املاک جامعه کلیمی، ساماندهی مدارس یهودی، توسعه فعالیت های فرهنگی نظیر ساخت و افتتاح کتابخانه، ساماندهی سرای سالمندان یهودی و رسیدگی به امور جاری و روزمره کلیمیان اشاره کرد. 
یشایایی در دوران ریاست‌جمهوری محمود احمدی‌نژاد با نوشتن نامه‌ای از حمایت وی از انکارکنندگان هولوکاست انتقاد کرد. نامهٔ وی توجه بسیاری از روزنامه‌های بین‌المللی مانند اشپیگل را برانگیخت.

## آثار
- روزی که اسم خود را دانستم (مجموعه داستان)، تهران: شهاب ثاقب‏‫، ۱۳۹۶.‬
- گزارش یک دوران، تهران: ماهریس‏‫، ‏‫۱۳۹۸.‬‬
- کوچه مال کیست؟، تهران: ماهریس، ‏‫۱۴۰۱.
- یک عمر زندگی با سینمای ایران‏‫، تهران: شهاب ثاقب‏‫، ۱۴۰۱.‮‬

### منتشرنشده
- پریشان‌حالی بدری خانم (ما کلیمی‌ها)، تهران : نیلوفر‏‫، ۱۳۸۸.‬
- ‏‫یادآوری یک فاجعه تاریخی: هولوکاست‮‬، ‏‫تهران‮‬: ‏‫ماهریس‮‬، ‏‫۱۴۰۲.‮‬

## دربارۀ هارون یشایایی
- هارون یشایایی/ به روایت ناصر فکوهی، با همکاری نشر انسان‌شناسی و نشر پژوهشگاه فرهنگ، هنر و ارتباطات، تهران: گه‌گاه‏‫، ۱۴۰۱.‬